# めぐり逢えたら
『めぐり逢えたら』（めぐりあえたら、Sleepless in Seattle）は、1993年のアメリカ合衆国のロマンティック・コメディ映画。ノーラ・エフロン監督、トム・ハンクス、メグ・ライアン主演。DVDなどのパッケージ商品では『「めぐり逢えたら」』と、カギカッコつきの表記になっているものもある。本作は1957年の映画『めぐり逢い』にヒントを得ており、重要なシーンとそのテーマ曲が引用されている。
また後に、脚本・監督ノーラ・エフロン、主演のトム・ハンクスとメグ・ライアンの同じ顔合わせで、『ユー・ガット・メール』が1998年に公開された。

## あらすじ
シカゴに住む建築家のサムは、癌で妻を亡くしたばかり。その後サムは一人息子のジョナと共にシアトルに越してきたが、ジョナは、落ち込む父親のために新しい奥さんが必要と、あるラジオ局の相談番組に電話をする。同じ頃、ボルチモアに住む新聞記者のアニーは、婚約者ウォルターを伴って実家のクリスマス・パーティに出席していた。ウォルターの評判は上々だが、母親から両親の運命の出会いを聞かされる。アニーはウォルターとの出会いはただの偶然であり、運命ではないと冷淡に切り返す。その帰途、偶然聞いていたラジオの相談番組で、“シアトルの眠れぬ男”サムが切々と語る亡き妻の思い出に、アニーは思わず涙する。そして、自分の母やサムは伴侶となる人と「出会った瞬間に運命を感じた」ことに気が付く。
ラジオの反響は大きく、ラジオ局には2000件もの電話が殺到し、サムの下には大量のラブレターが届く。建築現場の仲間にも知られ、サムは再婚相手探しを本格的に始める。久しぶりの恋愛に戸惑う父親に対し、ませたジョナにはガールフレンドのジェシカがいた。
見ず知らずのサムに心惹かれたアニーは、サムの住所を突き止めると、映画『めぐり逢い』に影響を受けて、2月14日にエンパイアステートビルで会いたいとラブレターを送る。そして、取材と称してシアトルへ行くが、サムには話しかけられなかった。一方、サムも、空港や道で見かけたアニーに強い印象を受ける。
アニーは打って変わって、ウォルターとの結婚準備に取り組み、結婚に納得しようとする。
手紙を見て、アニーこそが「新しいママ」に相応しいと思うジョナは、サムと新しい恋人ヴィクトリアに反発する。そして、約束の2月14日、ジェシカが親の目を盗んで購入した航空券でニューヨークへ向かい、エンパイアステートビルの展望台でアニーを待つ。ジョナを追いかけたサムは、再会すると二人で展望台を降りる。
一方、エンパイアステートビルが見えるロックフェラープラザでウォルターとデートしていたアニーは、婚約の解消を伝え、指輪を返す。その瞬間、エンパイアステートビルがハートのサインを点灯し、アニーは無我夢中で展望台へ向かう。『めぐり逢い』と同じ状況に共感した警備員が、アニーを営業終了後の展望室へ上げる。誰もいない展望室に落胆するが、忘れ物のぬいぐるみを見つける。するとそこに、ぬいぐるみを取りに来たサムとジョナが現れる。
サムとアニーは、お互いに運命の出会いだと直感し、手を取り合って3人でエレベーターに乗るのだった。

## キャスト
| 役名                            | 俳優                         | 日本語吹替 | 日本語吹替   |
| 役名                            | 俳優                         | ソフト版   | フジテレビ版 |
| ------------------------------- | ---------------------------- | ---------- | ------------ |
| サム・ボールドウィン            | トム・ハンクス               | 山寺宏一   | 江原正士     |
| アニー・リード                  | メグ・ライアン               | 土井美加   | 水谷優子     |
| ウォルター                      | ビル・プルマン               | 安原義人   | 堀内賢雄     |
| ジョナ・ボールドウィン          | ロス・マリンジャー           | 折笠愛     | 津村まこと   |
| ベッキー                        | ロージー・オドネル           | 速見圭     | 水原リン     |
| ジェシカ                        | ギャビー・ホフマン           | かないみか | 田野恵       |
| グレッグ                        | ヴィクター・ガーバー         | 有本欽隆   | 大滝進矢     |
| スージー                        | リタ・ウィルソン             | 藤生聖子   | さとうあい   |
| ヴィクトリア                    | バーバラ・ギャリック         | 小宮和枝   | 金野恵子     |
| マギー・ボールドウィン          | キャリー・ローウェル         | 田中敦子   | 鈴鹿千春     |
| ジェイ                          | ロブ・ライナー               | 島香裕     | 麦人         |
| Dr.マーシャ・フィールドストーン | キャロライン・アーロン（声） | 磯辺万沙子 | 此島愛子     |
| ロブ                            | トム・リース・ファレル       | 小山武宏   | 高宮俊介     |
| バーバラ・リード                | ルクランシェ・デュラン       |            | 秋元千賀子   |
| クリフ・リード                  | ケヴィン・オモリソン         | 塚田正昭   | 沢木郁也     |
| デニス・リード                  | デヴィッド・ハイド・ピアース |            | 大黒和広     |
| キース                          | トム・マッゴーワン           | 稲葉実     | 梅津秀行     |
| ワイアット                      | スティーヴ・メラー           |            | 堀之紀       |
| クラリス                        | アマンダ・メイハー           |            | 本間ゆかり   |
| デリック                        | ヴィクター・モリス           |            | 中田和宏     |
| 飛行機の女性                    | メアリー・A・ケリー          |            | 叶木翔子     |
| 客室乗務員                      | タマラ・プランク             |            | 岡村明美     |
| タクシー発車係                  | ジェフ・マッツォーラ         |            | 辻親八       |
| 案内所の男性                    | シドニー・アーマス           |            | 石波義人     |

- フジテレビ版：初回放送1997年12月20日『ゴールデン洋画劇場』

## 劇中の映画
- めぐり逢い - 本作のモチーフであり、女性たちが感動する映画として例示される
- 特攻大作戦 - 男性たちが感動する映画として例示される
- 危険な情事
- ガンガ・ディン
- 打撃王

## 評価

### 批評家の反応
批評家からは好意的な意見が多くを占めた。Rotten Tomatoesでは45件のレビュー中71%が本作を支持し、平均点は6.5/10となった。Metacriticでは16のレビュー中好意的なものが10で、平均点は100点満点中71点だった。

### 受賞とノミネート
| 映画祭・賞             | 部門                                     | 候補                                                               | 結果       |
| ---------------------- | ---------------------------------------- | ------------------------------------------------------------------ | ---------- |
| アカデミー賞           | 歌曲賞                                   | "A Wink and a Smile"                                               | ノミネート |
| アカデミー賞           | 脚本賞                                   | ノーラ・エフロン デヴィッド・S・ウォード ジェフ・アーチ            | ノミネート |
| 英国アカデミー賞       | 作曲賞                                   | マーク・シャイマン                                                 | ノミネート |
| 英国アカデミー賞       | 脚本賞                                   | ノーラ・エフロン デヴィッド・S・ウォード ジェフ・アーチ            | ノミネート |
| アメリカン・コメディ賞 | Funniest Actress in a Leading Role       | メグ・ライアン                                                     | 受賞       |
| ゴールデングローブ賞   | 作品賞（ミュージカル・コメディ部門）     | 作品賞（ミュージカル・コメディ部門）                               | ノミネート |
| ゴールデングローブ賞   | 主演男優賞（ミュージカル・コメディ部門） | トム・ハンクス                                                     | ノミネート |
| ゴールデングローブ賞   | 主演女優賞（ミュージカル・コメディ部門） | メグ・ライアン                                                     | ノミネート |
| MTVムービー・アワード  | 最優秀新人男優                           | ロス・マリンジャー                                                 | ノミネート |
| MTVムービー・アワード  | 最優秀女優                               | メグ・ライアン                                                     | ノミネート |
| MTVムービー・アワード  | 最優秀歌曲賞                             | "When I Fall in Love" (セリーヌ・ディオン 、 クライヴ・グリフィン) | ノミネート |
| MTVムービー・アワード  | 最優秀共演                               | トム・ハンクス メグ・ライアン                                      | ノミネート |
| ヤング・アーティスト賞 | 10歳未満の最優秀新人男優                 | ロス・マリンジャー                                                 | 受賞       |
| ヤング・アーティスト賞 | 最優秀家族映画（コメディ部門）           |                                                                    | 受賞       |

## 備考
- 日本版ではオリジナルのテーマソングに加え、『WINTER SONG』（DREAMS COME TRUE）が劇場公開時のオープニングフィルムとして追加されている。